# Patrimônio líquido doméstico
O Patrimônio líquido doméstico é o patrimônio líquido dos indivíduos e é usado como uma medida em economia para comparar a riqueza de diferentes grupos. O patrimônio líquido é o valor dos ativos totais menos o valor total dos passivos pendentes. O patrimônio líquido financeiro das famílias é a contrapartida do seu balanço patrimonial registrado a valores correntes de mercado. O patrimônio líquido total é medido como uma porcentagem da renda líquida disponível.
O patrimônio líquido financeiro é calculado como a razão entre o patrimônio líquido financeiro das famílias dividida pelo número de indivíduos no país, em dólares dos Estados Unidos pela paridade do poder de compra atual. 

## Os 10 principais países com maior patrimônio líquido doméstico
| Patrimônio líquido doméstico Fonte: OCDE | Patrimônio líquido doméstico Fonte: OCDE | Patrimônio líquido doméstico Fonte: OCDE |
| País                                     | % do rendimento líquido disponível, 2017 |                                          |
| ---------------------------------------- | ---------------------------------------- | ---------------------------------------- |
| Bélgica                                  | 699,4                                    |                                          |
| Países Baixos                            | 687,9                                    |                                          |
| Estados Unidos                           | 683                                      |                                          |
| Canadá                                   | 585,1                                    |                                          |
| Dinamarca                                | 582,8                                    |                                          |
| Suécia                                   | 578                                      |                                          |
| França                                   | 553,7                                    |                                          |
| Reino Unido                              | 499,9                                    |                                          |
| Alemanha                                 | 468,9                                    |                                          |
| Áustria                                  | 444,1                                    |                                          |
| Austrália                                | 434,3                                    |                                          |
| Luxemburgo                               | 423,7                                    |                                          |
| Coréia do Sul                            | 365,5                                    |                                          |
| República Tcheca                         | 349,3                                    |                                          |